# St Matthiasöarna

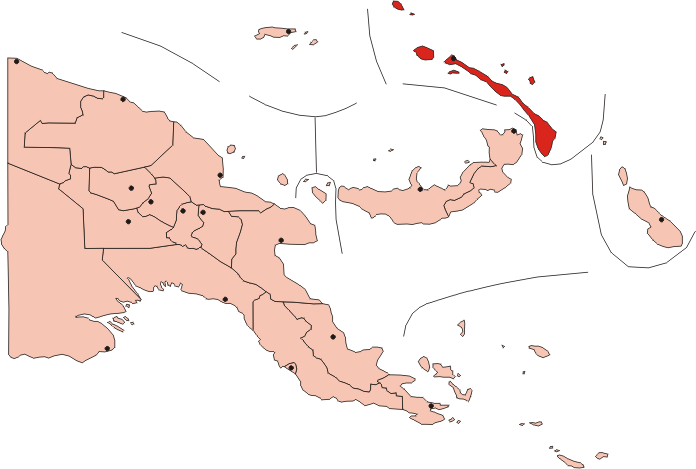
New Ireland översikskarta

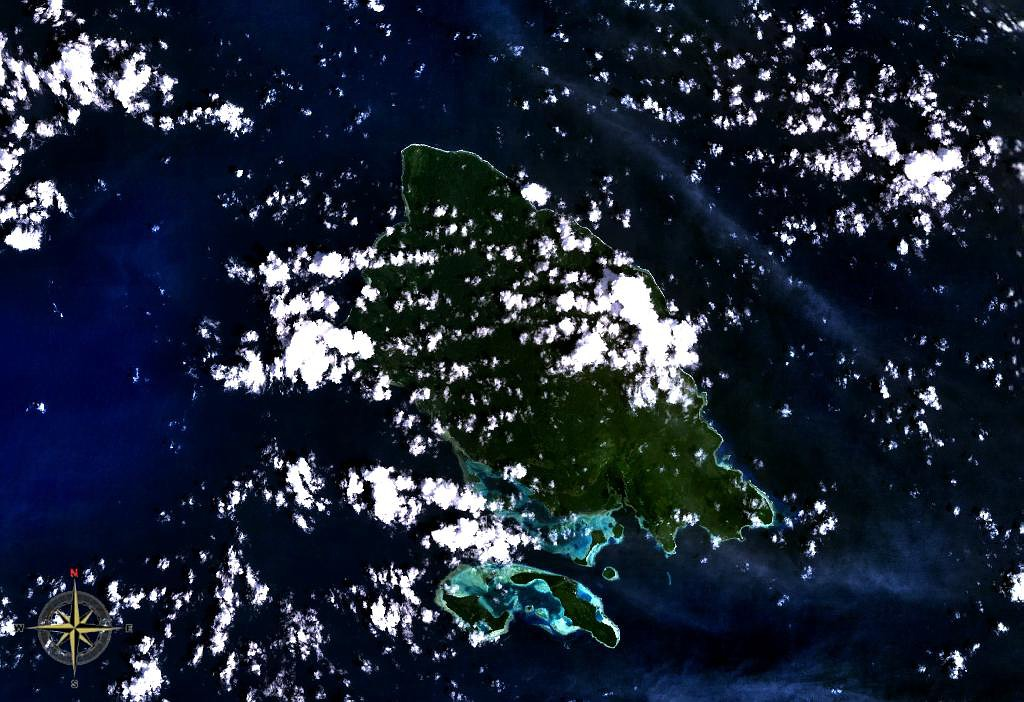
St Matthias med huvudön Mussau

Sankt Matthiasöarna eller Mussau Islands efter huvudön (tidigare Hiberniska öarna) är en ögrupp i Bismarckarkipelagen i västra Stilla havet och tillhör Papua Nya Guinea.

## Geografi
St Matthiasöarna utgör en del av New Ireland provinsen och ligger cirka 900 km nordöst om Port Moresby och cirka 200 km nordväst om huvudön Niu Ailan. Dess geografiska koordinater är 1°35′ S och 149°49′ Ö.
Öarna är korallöar men troligen av vulkaniskt ursprung och har en area om ca 660 km². Den högsta höjden Mount Eunainaun är på cirka 650 m ö.h.
Befolkningen är främst fördelad på byar längs kusten och öns inre täcks till största del av regnskog. Huvudorten Malakata ligger på Mussauöns västra del.
St Matthiasöarna omfattar
- Mussau Island, huvudön, ca 600 km²
- Emananus Islands, även Eloaua, strax söder om Mussau
- Emirau Island, även Emira, sydöst om Mussau, ca 40 km².

Flygplatser för lokal trafik finns såväl på Mussau (flygplatskod "MWU") som Emirau (flygplatskod "EMI").

## Historia
Ön har troligen bebotts av melanesier sedan cirka 1500 f.Kr. Den upptäcktes av nederländske kaptenerna Jacob Le Maire och Willem Corneliszoon Schouten år 1616.
Området hamnade 1885 under tysk överhöghet som del i Tyska Nya Guinea. Området förvaltades till en början av handelsbolaget Neuguinea-Compagnie.
Efter första världskriget hamnade området under australiensisk kontroll och Australien fick senare även officiellt mandat för hela Bismarckarkipelagen av Förenta Nationerna. 
1942 till 1945 ockuperades området av Japan men återgick sedan till australiensiskt förvaltningsmandat tills Papua Nya Guinea blev självständigt 1975.
Organisationen BirdLife International har förklarat området till fågelskyddsområde på grund av de hotade endemiska fågelarterna på öarna.